# Muscari lazulinum
Muscari lazulinum là một loài thực vật có hoa trong họ Măng tây. Loài này được Ravenna mô tả khoa học đầu tiên năm 2001.